# Ері (Іллінойс)
Ері (англ. Erie) — селище (англ. village) в США, в окрузі Вайтсайд штату Іллінойс. Населення — 1518 осіб (2020).

## Географія
Ері розташоване за координатами 41°39′31″ пн. ш. 90°4′53″ зх. д. / 41.65861° пн. ш. 90.08139° зх. д. (41.658586, -90.081304).  За даними Бюро перепису населення США в 2010 році селище мало площу 3,76 км², з яких 3,74 км² — суходіл та 0,02 км² — водойми.

## Демографія
Згідно з переписом 2010 року, у селищі мешкали 1602 особи в 648 домогосподарствах у складі 456 родин. Густота населення становила 426 осіб/км².  Було 678 помешкань (180/км²).
Расовий склад населення:
| - 98,3 % — білих - 0,2 % — чорних або афроамериканців - 0,2 % — азіатів - 0,1 % — корінних американців |

До двох чи більше рас належало 1,2 %. Частка іспаномовних становила 1,1 % від усіх жителів.
За віковим діапазоном населення розподілялося таким чином: 24,3 % — особи молодші 18 років, 58,3 % — особи у віці 18—64 років, 17,4 % — особи у віці 65 років та старші. Медіана віку мешканця становила 39,2 року. На 100 осіб жіночої статі у селищі припадало 91,4 чоловіків;  на 100 жінок у віці від 18 років та старших — 93,5 чоловіків також старших 18 років.
Середній дохід на одне домашнє господарство  становив 72 522 долари США (медіана — 61 481), а середній дохід на одну сім'ю — 80 690 доларів (медіана — 67 386). За межею бідності перебувало 6,1 % осіб, у тому числі 8,6 % дітей у віці до 18 років та 0,9 % осіб у віці 65 років та старших.
Цивільне працевлаштоване населення становило 704 особи. Основні галузі зайнятості: виробництво — 21,9 %, освіта, охорона здоров'я та соціальна допомога — 18,9 %, роздрібна торгівля — 11,9 %, фінанси, страхування та нерухомість — 10,5 %.